# Lađevac (Okucsány)
Lađevac falu Horvátországban, Bród-Szávamente megyében. Közigazgatásilag Okucsányhoz tartozik.

## Fekvése
Bródtól légvonalban 66, közúton 78 km-re északnyugatra, Pozsegától   légvonalban 40, közúton 50 km-re nyugatra, községközpontjától 3 km-re északnyugatra, a Novszkáról Újgradiskára menő főút mentén, Borovac és Bodegraj között  fekszik. Itt halad át a Zágrábból Belgrádra menő vasútvonal.

## Története
A török 1536 és 1544 között foglalta el ezt a területet. A török uralom idején Boszniából pravoszláv szerbeket telepítettek ide. A térség csak 1687-ben szabadult fel a török uralom alól. Az első katonai felmérés térképén „Dorf Ladjevacz” néven található. Lipszky János 1808-ban Budán kiadott repertóriumában „Ladjevacz” néven szerepel. 
Nagy Lajos 1829-ben kiadott művében „Ladjevacz” néven 62 házzal, 312 katolikus és 8 ortodox vallású lakossal találjuk. A gradiskai határőrezredhez tartozott, majd a katonai közigazgatás megszüntetése után Pozsega vármegyéhez csatolták.
1857-ben 312, 1910-ben 715 lakosa volt. Az 1910-es népszámlálás szerint lakosságának 99%-a szerb anyanyelvű volt. Pozsega vármegye Újgradiskai járásának része volt. Az első világháború után 1918-ban az új szerb-horvát-szlovén állam, majd később (1929-ben) Jugoszlávia része lett.
1991-től a független Horvátországhoz tartozik. 1991-ben lakosságának 91%-a szerb, 6%-a horvát nemzetiségű volt. A délszláv háború során a település már a háború elején 1991 tavaszán szerb ellenőrzés alá került. 1995. május 2-án a „Bljesak-95” hadművelet második napján foglalta vissza a horvát hadsereg. A szerb lakosság legnagyobb része elmenekült. 2011-ben a településnek 269 lakosa volt.

## Lakossága
| Lakosság változása | Lakosság változása | Lakosság változása | Lakosság változása | Lakosság változása | Lakosság változása | Lakosság változása | Lakosság változása | Lakosság változása | Lakosság változása | Lakosság változása | Lakosság változása | Lakosság változása | Lakosság változása | Lakosság változása | Lakosság változása |
| ------------------ | ------------------ | ------------------ | ------------------ | ------------------ | ------------------ | ------------------ | ------------------ | ------------------ | ------------------ | ------------------ | ------------------ | ------------------ | ------------------ | ------------------ | ------------------ |
| 1857               | 1869               | 1880               | 1890               | 1900               | 1910               | 1921               | 1931               | 1948               | 1953               | 1961               | 1971               | 1981               | 1991               | 2001               | 2011               |
| 312                | 367                | 363                | 505                | 636                | 715                | 684                | 743                | 610                | 592                | 628                | 565                | 465                | 424                | 336                | 269                |

## Nevezetességei
Bodegrajjal közös, Legszentebb Istenanya mennybevétele tiszteletére szentelt pravoszláv temploma 1790-ben épült, alapfalai még ma is láthatók Bodegrajon a temetőben a mai templom közelében. A templomot 1941-ben a borovaci usztasák földig rombolták, építőanyagát 60 borovaci ház építéséhez hordták el. A mai templomot a háború után építették, Bodegraj területén áll. Az istentiszteleteket a parókia kápolnájában tartják.

## Sport
NK Napredak Lanđevac labdarúgóklub.